# Vilaine
Vilaine (bretonska: Gwilen) är en flod i Bretagne i västra Frankrike. Vilaine har sin källa i departementet Mayenne och rinner ut i Atlanten vid Pénestin i departementet Morbihan. Vilaine är 218 km lång.
Vilaine rinner genom fyra departement (Mayenne, Ille-et-Vilaine, Loire-Atlantique och Morbihan) och fyra städer (Rennes, Vitré, Redon och La Roche-Bernard).